# Alexander Matiz Atencio

Wappen von Alexander Matiz Atencio

Alexander Matiz Atencio (* 4. August 1960 in Pasto) ist ein kolumbianischer römisch-katholischer Geistlicher und Bischof von Buga.

## Leben
Alexander Matiz Atencio schloss zunächst ein Architekturstudium an der Universidad del Valle in Cali ab und studierte anschließend Philosophie und Theologie am Priesterseminar San Pedro Apóstol in Cali. Weiterführende Studien in Liturgiewissenschaft und sakraler Kunst absolvierte er am Zentrum für Liturgiepastoral in Barcelona. Das Sakrament der Priesterweihe empfing er am 25. November 1990 für das Erzbistum Cali.
Nach der Priesterweihe war er bis 2024 in verschiedenen Gemeinden in der Pfarrseelsorge tätig. 1996 war er zudem Liturgiebeauftragter des Erzbistums und von 2002 bis 2012 Vorsitzender der Diözesankommission Vida Justicia y Paz (Leben in Gerechtigkeit und Frieden) sowie Leiter der Sozialpastoral. Ab 2024 war er Bischofsvikar für die wirtschaftlichen Angelegenheiten des Erzbistums Cali.
Papst Franziskus ernannte ihn am 7. Dezember 2024 zum Bischof von Buga. Der Erzbischof von Cali, Luis Fernando Rodríguez Velásquez, spendete ihm am 22. Februar des folgenden Jahres die Bischofsweihe. Mitkonsekratoren waren der Apostolische Nuntius in Kolumbien, Erzbischof Paolo Rudelli, und sein Amtsvorgänger José Roberto Ospina Leongómez.